# Kanton Livry-Gargan
Kanton Livry-Gargan (fr. Canton de Livry-Gargan) je francouzský kanton v departementu Seine-Saint-Denis v regionu Île-de-France. Tvoří ho pouze obcí Livry-Gargan.